# Chiesa di Sant'Agostino (Fermo)
La chiesa di Sant'Agostino a Fermo è uno tra gli edifici religiosi più conosciuti nelle Marche per importanza storica e artistica.
Venne costruita nel 1250 per iniziativa dell'ordine ermitano, sotto il papato di Innocenzo IV che aveva concesso il privilegio di indulgenze a chi avesse contribuito nella costruzione.
Contribuirono alle spese necessarie il vescovo di Fermo (Filippo II)  e il nobile patrizio veneto Raniero Zeno (podestà di Fermo nel 1252).
La prima chiesa costruita era in stile romanico: aveva una sola navata e il pavimento più basso di circa 3 metri rispetto a quello attuale.
Nel 1360 fu rialzato il pavimento in seguito alla rettifica del piano stradale e venne ampliata.
Durante l'ingrandimento della base della chiesa i monaci eremitano intervennero per apportare nuove modifiche: aggiunsero il transetto, l'abside, il campanile e le cappelle corali in stile gotico, diedero alla chiesa la forma a croce latina. La chiesa, dopo il completamento delle modifiche nel 1387, fino al 1730 rimase invariata e non furono portati grandi cambiamenti come quelli che l'avevano appena interessata.
Le uniche piccole modifiche che interessarono la struttura in questi quattro secoli furono alcune decorazioni murali che furono sovrapposte a quelle precedenti, non a caso parte dell'importanza della chiesa è dovuta alla presenza di affreschi del '300, '400, '500. 
Le pitture sono di scuola giottesco-riminese, fabrianese e bolognese.
Nel 1377 arrivò nella chiesa la reliquia della Sacra Spina, trafugata alla città di Sant’ Elpidio a Mare dopo una tra le tante battaglie disputate contro Fermo.
Nel '400 venne costruito un nuovo fianco destro e fu decorato con mattoni in cotto. 1424 venne costruito al suo fianco la piccola chiesa gotica di San Giovanni Battista, convertita poi in oratorio di Santa Monica.
Nel 1730 l'architetto fermano Vincenzo Rossi tentò di rimodernare la chiesa dallo stile gotico a quello barocco facendo togliere importantissimi ricordi storici comprendenti interessanti affreschi che ricoprivano l'intera volta. Nel 1730 fu quindi apportata la seconda drastica modifica, che non fu positiva come la prima. Nel 1738 la chiesa era terminata, vi era un cupolone, la volta a camorcanna e cornicioni con tanto di capitelli a stucco, e così venne riaperta nel 1882, poi richiusa nel 1930 a causa dell'esodo degli agostiniani. Di proprietà del Comune di Fermo, viene utilizzata dalla parrocchia di Santa Lucia.